# Pueblo Juárez
Pueblo Juárez, o La Magdalena, es una localidad mexicana ubicada en el municipio de Coquimatlán, en el estado de Colima.
El 21 de enero de 2003 fue una de las principales localidades afectadas después del terremoto de Colima. El pueblo cuenta con una unidad deportiva y es la segunda localidad más importante del municipio.

## Geografía
La localidad de Pueblo Juárez se ubica dentro del municipio de Coquimatlán, en el centro del municipio y del estado de Colima.

### Clima
El clima de Pueblo Juárez es cálido subhúmedo con lluvias en verano. Tiene una temperatura media anual de 26.1 °C, y una precipitación de 772.7 mm.
| Parámetros climáticos promedio de Pueblo Juárez | Parámetros climáticos promedio de Pueblo Juárez | Parámetros climáticos promedio de Pueblo Juárez | Parámetros climáticos promedio de Pueblo Juárez | Parámetros climáticos promedio de Pueblo Juárez | Parámetros climáticos promedio de Pueblo Juárez | Parámetros climáticos promedio de Pueblo Juárez | Parámetros climáticos promedio de Pueblo Juárez | Parámetros climáticos promedio de Pueblo Juárez | Parámetros climáticos promedio de Pueblo Juárez | Parámetros climáticos promedio de Pueblo Juárez | Parámetros climáticos promedio de Pueblo Juárez | Parámetros climáticos promedio de Pueblo Juárez | Parámetros climáticos promedio de Pueblo Juárez |
| Mes                                             | Ene.                                            | Feb.                                            | Mar.                                            | Abr.                                            | May.                                            | Jun.                                            | Jul.                                            | Ago.                                            | Sep.                                            | Oct.                                            | Nov.                                            | Dic.                                            | Anual                                           |
| ----------------------------------------------- | ----------------------------------------------- | ----------------------------------------------- | ----------------------------------------------- | ----------------------------------------------- | ----------------------------------------------- | ----------------------------------------------- | ----------------------------------------------- | ----------------------------------------------- | ----------------------------------------------- | ----------------------------------------------- | ----------------------------------------------- | ----------------------------------------------- | ----------------------------------------------- |
| Temp. máx. abs. (°C)                            | 39.0                                            | 39.0                                            | 38.5                                            | 39.5                                            | 39.5                                            | 40.5                                            | 39.0                                            | 39.5                                            | 39.0                                            | 39.0                                            | 39.0                                            | 38.0                                            | 40.5                                            |
| Temp. máx. media (°C)                           | 32.5                                            | 33.2                                            | 33.9                                            | 34.7                                            | 35.4                                            | 34.4                                            | 33.2                                            | 32.8                                            | 32.2                                            | 32.9                                            | 33.3                                            | 32.2                                            | 33.4                                            |
| Temp. media (°C)                                | 23.7                                            | 23.9                                            | 24.4                                            | 25.9                                            | 27.6                                            | 28.5                                            | 27.6                                            | 27.2                                            | 27.0                                            | 26.9                                            | 26.1                                            | 24.5                                            | 26.1                                            |
| Temp. mín. media (°C)                           | 14.9                                            | 14.5                                            | 15.0                                            | 17.2                                            | 20.2                                            | 22.7                                            | 22.0                                            | 21.6                                            | 21.7                                            | 21.0                                            | 18.0                                            | 16.7                                            | 18.9                                            |
| Temp. mín. abs. (°C)                            | 6.5                                             | 7.0                                             | 9.0                                             | 11.0                                            | 1.5                                             | 16.5                                            | 19.0                                            | 2.2                                             | 17.5                                            | 15.0                                            | 2.0                                             | 8.5                                             | 1.5                                             |
| Precipitación total (mm)                        | 13.0                                            | 2.4                                             | 0.1                                             | 9.7                                             | 4.4                                             | 108.0                                           | 155.2                                           | 174.1                                           | 209.2                                           | 72.6                                            | 6.3                                             | 17.7                                            | 772.7                                           |
| Días de precipitaciones (≥ 1 mm)                | 1.1                                             | 0.3                                             | 0.1                                             | 0.4                                             | 0.9                                             | 7.3                                             | 11.8                                            | 12.2                                            | 11.8                                            | 6.4                                             | 0.6                                             | 1.3                                             | 54.2                                            |
| Fuente: Servicio Meteorológico Nacional         |                                                 |                                                 |                                                 |                                                 |                                                 |                                                 |                                                 |                                                 |                                                 |                                                 |                                                 |                                                 |                                                 |